# Доу Траверс
Доу Траверс (англ. Dow Travers; народився 8 липня 1987 р.) — гірськолижник з Кайманових Островів, який виступає у гігантському слаломі. 
Перший в історії представник Кайманових островів на зимовій Олімпіаді. Представляв Кайманові Острови на зимових Олімпійських іграх 2010 у Ванкувері. Посів 69-те місце. Народився на острові Великий Кайман, проте навчався у школі-інтернаті у Великій Британії.